# Dendronotus iris
Dendronotus iris J.G. Cooper, 1863 è un mollusco nudibranchio della famiglia Dendronotidae.